# Instabil

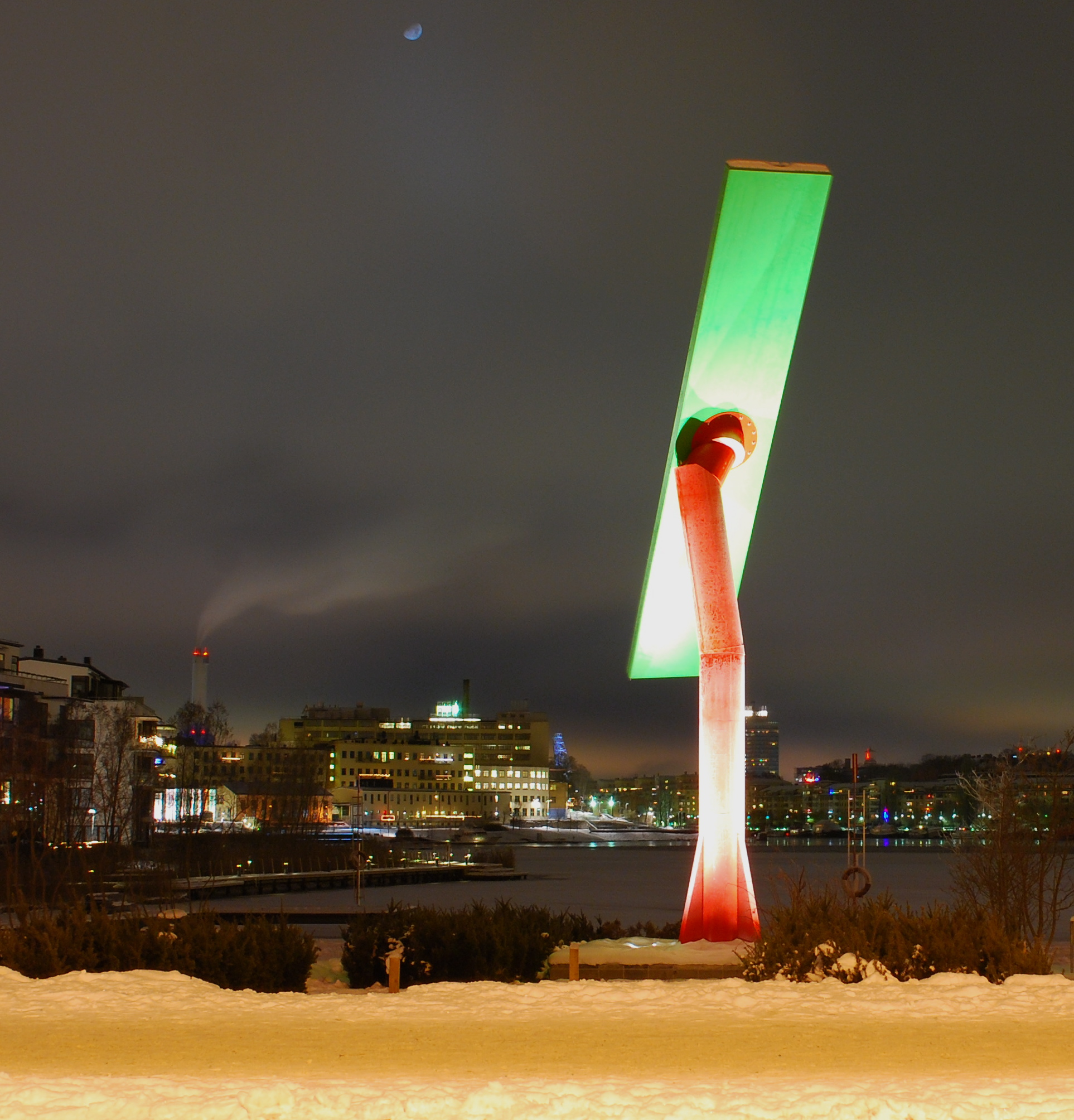
Instabil i december 2010. I bakgrunden Hammarby sjö och Lumafabriken.

Instabil är ett offentligt konstverk i form av en mobil skapad av konstnären Lars Englund och placerad i Lugnet, Hammarby sjöstad i Stockholm.

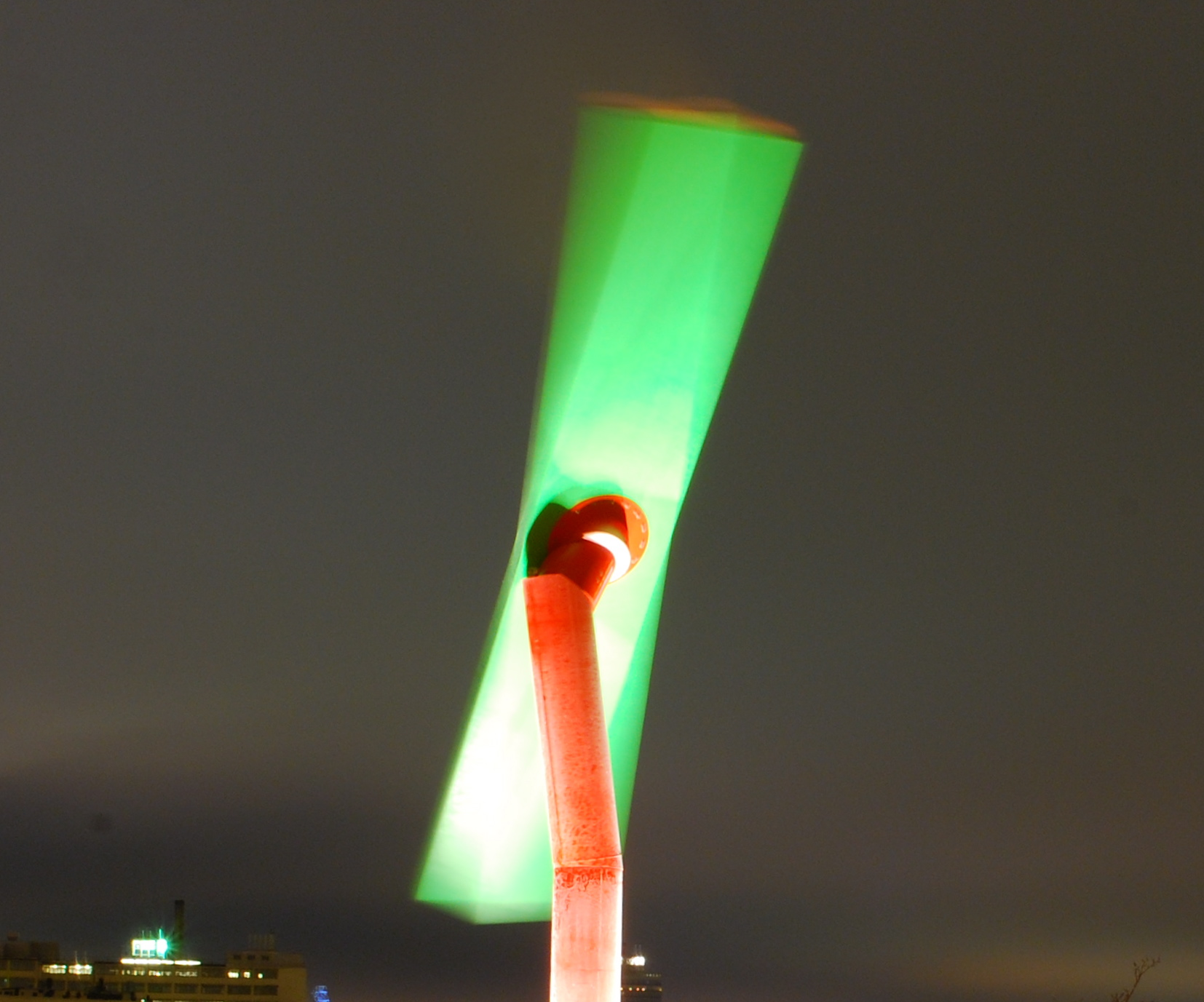
Den rörliga gröna vingen. Här fotograferad med 30 sekunders exponering.

Mobilen består av en grön helt obalanserad vinge som är placerad på en orange pelare. Vingen rör sig med vinden och skulpturen är omkring tolv meter hög när vingen når sitt högsta läge och vingen är åtta meter lång. Pelaren är tillverkad i stål med vingen är tillverkad i kolfiberkomposit och divinycell.